# عبد الله يكتا
عبد الله يكتا, المعروف أيضا باسم عبد الله يفتلي (6 مايو 1914 – 17 يوليو 2003) كان  رئيس وزراء أفغانستان مؤقتا من 11 تشرين الأول / أكتوبر إلى 1 تشرين الثاني / نوفمبر 1967. ولد في كابول هاجر إلى الولايات المتحدة حيث توفي.